# Gerhardus Pienaar
Gerhardus Pienaar (ur. 10 sierpnia 1981 w Rustenburgu) – południowoafrykański lekkoatleta specjalizujący się w rzucie oszczepem.
Pierwsze międzynarodowe sukcesy zaczął odnosić już na początku kariery – w 1998 został wicemistrzem globu juniorów, w 1999 wygrał mistrzostwa Afryki juniorów, a w 2000 zwyciężył na mistrzostwach świata juniorów. Piąty zawodnik uniwersjady w Pekinie (2001). W 2002 zdobył swój pierwszy w karierze tytuł mistrza Afryki oraz wystąpił w zawodach pucharu świata. Po wygraniu igrzysk afrykańskich w 2003 ponownie uplasował się na piątym miejscu uniwersjady oraz zwyciężył w inauguracyjnej edycji igrzysk afro-azjatyckich. W 2004 ponownie okazał się najlepszy podczas mistrzostw Afryki, a kilka tygodni później odpadł w eliminacjach podczas igrzysk olimpijskich. Na początku 2006 uplasował się tuż za podium – na czwartym miejscu – igrzysk Wspólnoty Narodów, a w dalszej części sezonu zdobył trzecie w karierze złoto czempionatu Czarnego Lądu oraz był drugi podczas zawodów o puchar świata. W 2007 był drugi na igrzyskach afrykańskich oraz odpadł w eliminacjach mistrzostw świata. Nie startował w dużych imprezach międzynarodowych w sezonie 2008 i 2009. Po zdobyciu srebra mistrzostw Afryki w 2010 znalazł się w składzie kontynentu na puchar interkontynentalny, w którym zajął drugie miejsce. Wielokrotny medalista mistrzostw Republiki Południowej Afryki.
Rekord życiowy: 84,50 m (29 października 2003, Hajdarabad).

## Osiągnięcia
| Rok  | Impreza                     | Miejsce     | Pozycja           | Rezultat |
| ---- | --------------------------- | ----------- | ----------------- | -------- |
| 1998 | Mistrzostwa świata juniorów | Annecy      | 2. miejsce        | 71,16    |
| 1999 | Mistrzostwa Afryki juniorów | Radis       | 1. miejsce        | 70,03    |
| 2000 | Mistrzostwa świata juniorów | Santiago    | 1. miejsce        | 78,11    |
| 2001 | Uniwersjada                 | Pekin       | 5. miejsce        | 76,79    |
| 2002 | Mistrzostwa Afryki          | Radis       | 1. miejsce        | 78,63    |
| 2002 | Puchar świata               | Madryt      | 5. miejsce        | 78,91    |
| 2003 | Uniwersjada                 | Taegu       | 5. miejsce        | 74,41    |
| 2003 | Igrzyska afrykańskie        | Abudża      | 1. miejsce        | 76,95    |
| 2003 | Igrzyska afro-azjatyckie    | Hajdarabad  | 1. miejsce        | 84,50    |
| 2004 | Mistrzostwa Afryki          | Brazzaville | 1. miejsce        | 78,31    |
| 2004 | Igrzyska olimpijskie        | Ateny       | el. – 14. miejsce | 79,95    |
| 2006 | Igrzyska Wspólnoty Narodów  | Melbourne   | 4. miejsce        | 78,91    |
| 2006 | Mistrzostwa Afryki          | Bambous     | 1. miejsce        | 77,55    |
| 2006 | Puchar świata               | Ateny       | 2. miejsce        | 83,62    |
| 2007 | Igrzyska afrykańskie        | Algier      | 2. miejsce        | 76,70    |
| 2007 | Mistrzostwa świata          | Osaka       | el. – 15. miejsce | 79,30    |
| 2010 | Mistrzostwa Afryki          | Nairobi     | 2. miejsce        | 75,96    |
| 2010 | Puchar interkontynentalny   | Split       | 2. miejsce        | 83,17    |
| 2011 | Igrzyska afrykańskie        | Maputo      | 4. miejsce        | 70,16    |